# Joshimath
Joshimath (en hindi : जोशीमठ) ou Jyotirmath (en hindi : ज्योतिर्मठ) est une ville située dans le district de Chamoli, dans l'état de l'Uttarakhand au nord de l'Inde, à une altitude de 1 875 m. Elle est peuplée de 25 000 habitants.
La commune est remarquée pour son monastère de Jyotirmath, qui est l'un des quatre pitham de Adi Shankaracharya, les monastères hindous fondés par ce dernier.
Depuis les inondations du 7 février 2021, la zone a été fortement affectée, et des structures autour de la ville et dans la ville ont été fragilisées et détériorées, et des habitants ont du être évacués.
Le 2 janvier 2023, le sol s'est affaissé, endommageant 868 bâtiments, dont un hôpital et un téléphérique, et 296 familles, soit 995 personnes, ont été déplacées. En une année, les sols se sont enfoncés de 15 centimètres,.
La population est passée de 13 200 habitants en 2001 à près de 25 000 en 2023. La ville s'est développée sans tenir compte de l’environnement, avec des constructions anarchiques, sans système d’assainissement. Ainsi, 85 % des bâtiments ne sont pas raccordés à un réseau d’égouts et disposent seulement de fosses d’infiltration, contribuant aussi à l’affaissement des sols. Le gouvernement indien a interdit aux organismes de recherche gouvernementaux de publier toute information sur la situation à Joshimath.

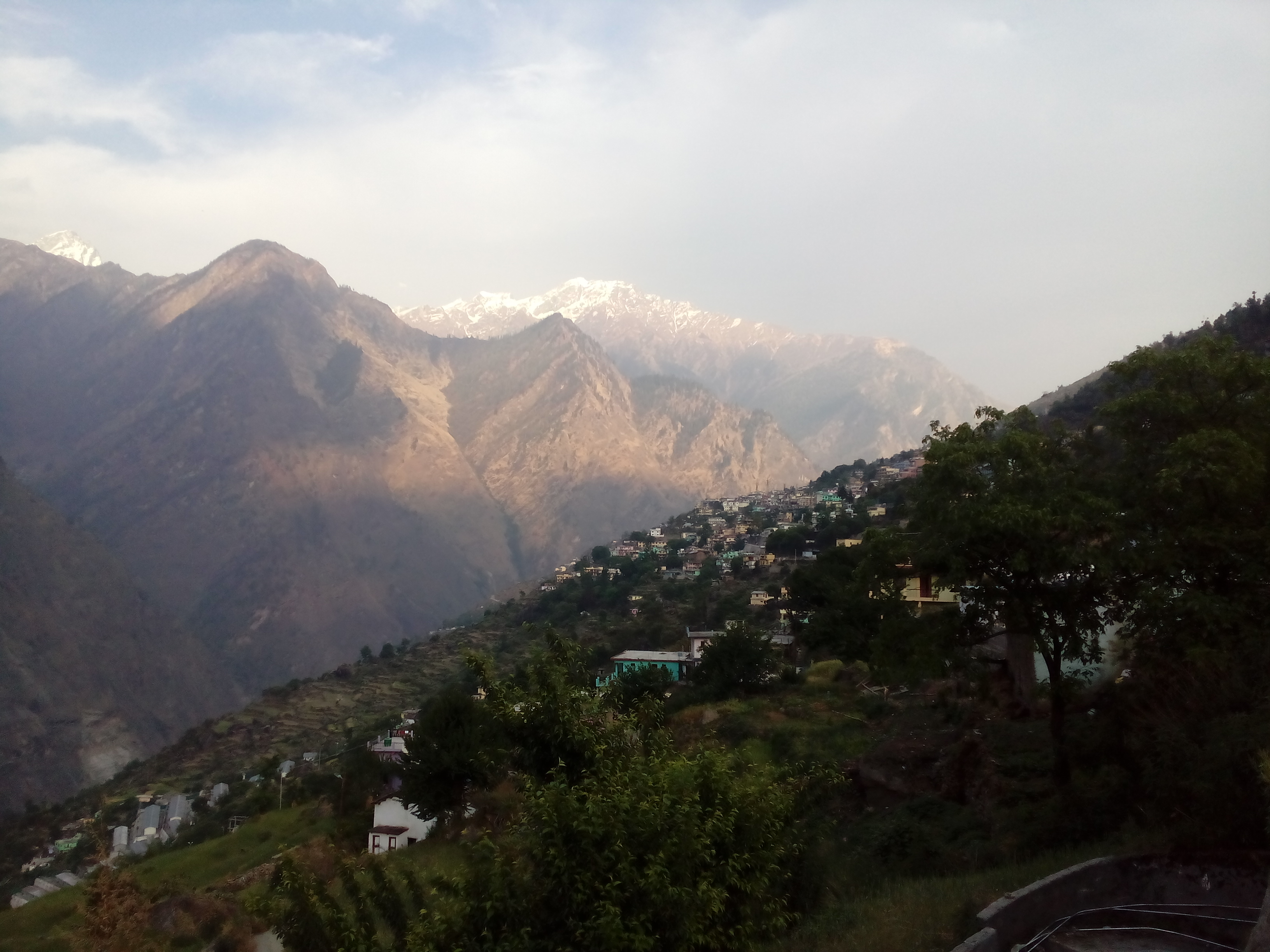
Vue de Joshimath